# Harinxmaland
Harinxmaland is een woonwijk binnen de stad Sneek in de Nederlandse provincie Friesland. De wijk wordt sinds 2010 aangelegd en heeft een oppervlakte van 160 hectare.

## Ligging en bereikbaarheid
De wijk grenst in het noorden aan de Kleasterwei, in het oosten aan Scharnegoutum, in het zuiden aan De Loten en in het westen aan IJsbrechtum. De wijk ligt aan de Stadsrondweg Noord. Waterwegen in de wijk zijn de Franekervaart (westgrens) en de Zwette (oostgrens).

## Historie en bebouwing
De aanleg van Harinxmaland is in 2010 gestart en bestaat uit twee fasen. Fase 1 loopt tot 2020 en bestaat uit de aanleg van 41 huur- en 39 koopwoningen aan de oostzijde van de wijk. Fase 2 start na afronding van fase 1 en bestaat uit meer dan 1.200 woningen. De ontwikkeling van de tweede fase is afhankelijk van de woningmarkt. De verhuur van de woningen is in handen van Accolade.
In de wijk is veel water en groen te vinden. Harinxmaland is een duurzame wijk, wat inhoudt dat er aandacht is voor duurzaam water- en energiegebruik en -opwekking.
De wijk draagt de naam van het in Sneek invloedrijke geslacht Harinxma en hun voorheen op deze locatie gevestigde Harinxma State.

## Voorzieningen
Onder meer de volgende voorzieningen bevinden zich in de wijk:
- Harinxmapark
- Golfbaan Harinxmaland
- Crematorium Sneek
- Station Sneek Harinxmaland (planningsfase)